# Puzle d'escacs
Un puzle d'escacs és un puzle en el qual el coneixement de les peces i les regles dels escacs és utilitzat per resoldre lògicament un problema relacionat amb els escacs. La gran popularitat dels escacs ha pavimentat el camí per a una rica tradició d'aquests puzles i problemes compostos relacionats amb els escacs, que assumeixen una familiaritat amb les peces i les regles dels escacs, però poden establir diferents objectius que en una partida convencional.
Alguns puzles d'escacs poden derivar d'estudis que van ser creats per ajudar estudiants del joc a aprendre com segellar una victòria, però que de fet han evolucionat en un art completament separat.
Exemples d'un puzle d'escacs inclouen deduir l'últim moviment jugat, la localització d'una peça desapareguda o si un jugador ha perdut el dret a enrocar. Algunes vegades l'objectiu és antitètic als escacs normals, tal com ajudar a l'oponent a fer escac i mat al rei propi.

## Problemes d'escacs
Mentre el terme puzle d'escacs es refereix àmpliament a qualsevol puzle involucrant aspectes dels escacs, un problema d'escacs és un puzle ortodox en què un ha de jugar i guanyar una partida, començant amb una certa composició de peces en el tauler d'escacs i jugant dins de les regles convencionals dels escacs.
Els problemes d'escacs ortodoxos involucren posicions que poden procedir de partides reals (tot i que el procés de creació de la posició pot ser irreal). El puzle ortodox més comú pren la forma de mat en N moviments. Les posicions del puzle són rarament similars a posicions de joc real i el repte no és trobar un moviment guanyador, sinó més aviat trobar el (normalment únic) moviment que força el mat tan ràpidament com sigui possible.
Els problemes d'escacs heterodoxos involucren condicions que són impossibles amb joc normal, com ara múltiples reis o variacions dels escacs, mentre que els puzles d'«escacs màgics» empren peces no utilitzades en escacs ortodoxos, com l'amazona (una peça que combina els poders de la dama i el cavall).

## Puzles tàctics
Els puzles d'escacs també poden ser posicions regulars d'una partida (amb regles normals), normalment concebuts com a posicions d'entrenament, tàctiques o posicionals, de totes les fases del joc (obertures, mig joc o finals). Aquests són coneguts com a puzles tàctics. Poden ser des d'una simple combinació de "Mat en una" a un complex atac al rei oponent. La resolució de puzles d'escacs tàctics és una tècnica d'ensenyament d'escacs molt comú. Encara que és improbable que ocorri la mateixa posició en una partida que els estudiants juguin, reconeixen certs patrons que els poden ajudar a trobar un bon moviment o pla en una altra posició.

## Solitari d'escacs
| a4            | b4              | c4 | d4              |
| a3            | b3 black bishop | c3 | d3              |
| a2 black rook | b2 black pawn   | c2 | d2              |
| a1            | b1              | c1 | d1 black knight |

Un solitari és un puzle d'escacs produït per ThinkFun. El puzle es juga en un escaquer de 4x4. La posició inicial conté diverses peces. És una regla que només es poden fer jugades de captura. L'objectiu és aconseguir una posició final en què hi hagi només una peça supervivent (de manera similar al peg solitaire). No hi ha promocions de peons i el rei pot ser capturat com les altres peces.
Un exemple de puzle solitari d'escacs és el de la dreta. La solució és 1.Cxb2, 2.Txb2, 3.Txb3.

## Escacs miner
|   | a | b | c | d | e | f | g | h |   |
| 8 | c8 black cross · a7 black cross · a6 zero · c6 four · d6 black cross · a4 black cross · a1 black cross | c8 black cross · a7 black cross · a6 zero · c6 four · d6 black cross · a4 black cross · a1 black cross | c8 black cross · a7 black cross · a6 zero · c6 four · d6 black cross · a4 black cross · a1 black cross | c8 black cross · a7 black cross · a6 zero · c6 four · d6 black cross · a4 black cross · a1 black cross | c8 black cross · a7 black cross · a6 zero · c6 four · d6 black cross · a4 black cross · a1 black cross | c8 black cross · a7 black cross · a6 zero · c6 four · d6 black cross · a4 black cross · a1 black cross | c8 black cross · a7 black cross · a6 zero · c6 four · d6 black cross · a4 black cross · a1 black cross | c8 black cross · a7 black cross · a6 zero · c6 four · d6 black cross · a4 black cross · a1 black cross | 8 |
| 7 | c8 black cross · a7 black cross · a6 zero · c6 four · d6 black cross · a4 black cross · a1 black cross | c8 black cross · a7 black cross · a6 zero · c6 four · d6 black cross · a4 black cross · a1 black cross | c8 black cross · a7 black cross · a6 zero · c6 four · d6 black cross · a4 black cross · a1 black cross | c8 black cross · a7 black cross · a6 zero · c6 four · d6 black cross · a4 black cross · a1 black cross | c8 black cross · a7 black cross · a6 zero · c6 four · d6 black cross · a4 black cross · a1 black cross | c8 black cross · a7 black cross · a6 zero · c6 four · d6 black cross · a4 black cross · a1 black cross | c8 black cross · a7 black cross · a6 zero · c6 four · d6 black cross · a4 black cross · a1 black cross | c8 black cross · a7 black cross · a6 zero · c6 four · d6 black cross · a4 black cross · a1 black cross | 7 |
| 6 | c8 black cross · a7 black cross · a6 zero · c6 four · d6 black cross · a4 black cross · a1 black cross | c8 black cross · a7 black cross · a6 zero · c6 four · d6 black cross · a4 black cross · a1 black cross | c8 black cross · a7 black cross · a6 zero · c6 four · d6 black cross · a4 black cross · a1 black cross | c8 black cross · a7 black cross · a6 zero · c6 four · d6 black cross · a4 black cross · a1 black cross | c8 black cross · a7 black cross · a6 zero · c6 four · d6 black cross · a4 black cross · a1 black cross | c8 black cross · a7 black cross · a6 zero · c6 four · d6 black cross · a4 black cross · a1 black cross | c8 black cross · a7 black cross · a6 zero · c6 four · d6 black cross · a4 black cross · a1 black cross | c8 black cross · a7 black cross · a6 zero · c6 four · d6 black cross · a4 black cross · a1 black cross | 6 |
| 5 | c8 black cross · a7 black cross · a6 zero · c6 four · d6 black cross · a4 black cross · a1 black cross | c8 black cross · a7 black cross · a6 zero · c6 four · d6 black cross · a4 black cross · a1 black cross | c8 black cross · a7 black cross · a6 zero · c6 four · d6 black cross · a4 black cross · a1 black cross | c8 black cross · a7 black cross · a6 zero · c6 four · d6 black cross · a4 black cross · a1 black cross | c8 black cross · a7 black cross · a6 zero · c6 four · d6 black cross · a4 black cross · a1 black cross | c8 black cross · a7 black cross · a6 zero · c6 four · d6 black cross · a4 black cross · a1 black cross | c8 black cross · a7 black cross · a6 zero · c6 four · d6 black cross · a4 black cross · a1 black cross | c8 black cross · a7 black cross · a6 zero · c6 four · d6 black cross · a4 black cross · a1 black cross | 5 |
| 4 | c8 black cross · a7 black cross · a6 zero · c6 four · d6 black cross · a4 black cross · a1 black cross | c8 black cross · a7 black cross · a6 zero · c6 four · d6 black cross · a4 black cross · a1 black cross | c8 black cross · a7 black cross · a6 zero · c6 four · d6 black cross · a4 black cross · a1 black cross | c8 black cross · a7 black cross · a6 zero · c6 four · d6 black cross · a4 black cross · a1 black cross | c8 black cross · a7 black cross · a6 zero · c6 four · d6 black cross · a4 black cross · a1 black cross | c8 black cross · a7 black cross · a6 zero · c6 four · d6 black cross · a4 black cross · a1 black cross | c8 black cross · a7 black cross · a6 zero · c6 four · d6 black cross · a4 black cross · a1 black cross | c8 black cross · a7 black cross · a6 zero · c6 four · d6 black cross · a4 black cross · a1 black cross | 4 |
| 3 | c8 black cross · a7 black cross · a6 zero · c6 four · d6 black cross · a4 black cross · a1 black cross | c8 black cross · a7 black cross · a6 zero · c6 four · d6 black cross · a4 black cross · a1 black cross | c8 black cross · a7 black cross · a6 zero · c6 four · d6 black cross · a4 black cross · a1 black cross | c8 black cross · a7 black cross · a6 zero · c6 four · d6 black cross · a4 black cross · a1 black cross | c8 black cross · a7 black cross · a6 zero · c6 four · d6 black cross · a4 black cross · a1 black cross | c8 black cross · a7 black cross · a6 zero · c6 four · d6 black cross · a4 black cross · a1 black cross | c8 black cross · a7 black cross · a6 zero · c6 four · d6 black cross · a4 black cross · a1 black cross | c8 black cross · a7 black cross · a6 zero · c6 four · d6 black cross · a4 black cross · a1 black cross | 3 |
| 2 | c8 black cross · a7 black cross · a6 zero · c6 four · d6 black cross · a4 black cross · a1 black cross | c8 black cross · a7 black cross · a6 zero · c6 four · d6 black cross · a4 black cross · a1 black cross | c8 black cross · a7 black cross · a6 zero · c6 four · d6 black cross · a4 black cross · a1 black cross | c8 black cross · a7 black cross · a6 zero · c6 four · d6 black cross · a4 black cross · a1 black cross | c8 black cross · a7 black cross · a6 zero · c6 four · d6 black cross · a4 black cross · a1 black cross | c8 black cross · a7 black cross · a6 zero · c6 four · d6 black cross · a4 black cross · a1 black cross | c8 black cross · a7 black cross · a6 zero · c6 four · d6 black cross · a4 black cross · a1 black cross | c8 black cross · a7 black cross · a6 zero · c6 four · d6 black cross · a4 black cross · a1 black cross | 2 |
| 1 | c8 black cross · a7 black cross · a6 zero · c6 four · d6 black cross · a4 black cross · a1 black cross | c8 black cross · a7 black cross · a6 zero · c6 four · d6 black cross · a4 black cross · a1 black cross | c8 black cross · a7 black cross · a6 zero · c6 four · d6 black cross · a4 black cross · a1 black cross | c8 black cross · a7 black cross · a6 zero · c6 four · d6 black cross · a4 black cross · a1 black cross | c8 black cross · a7 black cross · a6 zero · c6 four · d6 black cross · a4 black cross · a1 black cross | c8 black cross · a7 black cross · a6 zero · c6 four · d6 black cross · a4 black cross · a1 black cross | c8 black cross · a7 black cross · a6 zero · c6 four · d6 black cross · a4 black cross · a1 black cross | c8 black cross · a7 black cross · a6 zero · c6 four · d6 black cross · a4 black cross · a1 black cross | 1 |
|   | a | b | c | d | e | f | g | h |   |

Escacs miner és un puzle d'escacs, en què l'objectiu és deduir quina és la localització de peces invisibles, basant-se en la informació sobre quants cops certes caselles són atacades. Per exemple, a la posició de la dreta, el repte és situar un rei, dama, torre, cavall i alfil a les cinc casells marcades, de tal manera que les caselles marcades amb nombres siguin atacades zero i quatre cops respectivament. La solució és situar la dama a a1 (l'únic lloc des d'on no ataca a6), el rei a d6 (l'únic lloc des d'on ataca c6), la torre a c8, l'alfil a a4 i el cavall a a7.